# Tetrahedran
Tetrahedran (Tricyclo[1.1.0.02,4]butan) ist ein hypothetisches Cycloalkan mit der Summenformel C4H4, dessen Kohlenstoff-Atome in den Ecken eines Tetraeders sitzen. Da das Tetraeder ein platonischer Körper ist, wird Tetrahedran auch ein platonisches Molekül genannt und gehört zu den platonischen Kohlenwasserstoffen. Man spricht auch von einer Käfigverbindung, da es sich um ein geometrisches Objekt mit einem Innenraum handelt.
Tetrahedran selbst liegt nicht ungebunden vor bzw. existiert nicht natürlich. Im Tetrahedranmolekül kommen nämlich zwischen den vier Kohlenstoffatomen Bindungswinkel von 60° vor, die stark vom idealen Tetraederwinkel von 109,5° abweichen und für Spannungen im Molekül sorgen  (Baeyer-Spannung). Bislang (2025) ist die Synthese von Tetrahedran noch nicht gelungen. Einige Eigenschaften wurden mit quantenchemischen Methoden berechnet.

## tert-Butyl-tetrahedran

Tetra-tert-butyltetrahedran

Es gelang jedoch Günther Maier und Mitarbeitern an der Universität Marburg das Kohlenstoffgerüst  mit tert-Butyl-Substituenten aufzubauen. Diese räumlich ausgedehnteren Gruppen sorgen durch einen „Korsetteffekt“ für zusätzliche Stabilität.
Zur Synthese dieses Tetrahedranderivats wird Tetra-tert-butylcyclopentadienon belichtet. Es entsteht Tetra-tert-butyltricyclopentanon (1,3,4,5-Tetra-tert-butyl-tricyclo[2.1.0.03,5]pentan-2-on), welches bei weiterer Belichtung Kohlenstoffmonoxid abspaltet und Tetra-tert-butyltetrahedran (1,2,3,4-Tetra-tert-butyl-tricyclo[1.1.0.02,4]butan) bildet, das mit Tetra-tert-butylcyclobutadien  in einem thermisch induziertem Gleichgewicht steht. 